# Ann Robinson
Ann Robinson (Los Angeles, 25 maggio 1929) è un'attrice statunitense.

## Biografia
Figlia di un impiegato di banca, Ann Robinson nacque a Hollywood, e imparò a cavalcare già dall'età di tre anni.
Nel 1950 si iscrisse all'Hollywood High School e debuttò nel cinema in brevi ruoli non accreditati. 
Raggiunse la notorietà con l'interpretazione del personaggio di Sylvia, accanto a Gene Barry, del classico della fantascienza La guerra dei mondi (1953), tratto dall'omonimo romanzo di Herbert George Wells.
Nel 1957, durante una vacanza in Messico, conobbe il torero Jaime Bravo e lo sposò. Dal matrimonio nacquero due figli: Jaime, jr. e Estefan, che lavora alla BBC News. Un terzo figlio, Aicon Jaime, morì nel 1970 in un incidente automobilistico.
Allontanatasi progressivamente dal cinema alla fine degli anni cinquanta, la Robinson
tornò sul grande schermo nel 2005, sempre al fianco di Gene Barry, nel film La guerra dei mondi, diretto da Steven Spielberg e remake della pellicola del 1953. I due attori vi interpretano i ruoli dei suoceri di Ray Ferrier (Tom Cruise) e nonni di Rachel (Dakota Fanning) e Robbie Ferrier (Justin Chatwin).

## Filmografia

### Cinema
- La regina dei tagliaborse (I Was a Shoplifter), regia di Charles Lamont (1950)
- I dannati non piangono (The Damned Don't Cry), regia di Vincent Sherman (1950)
- L'indossatrice (A Life of Her Own), regia di George Cukor (1950)
- Goodbye, My Fancy, regia di Vincent Sherman (1951)
- Callaway Went Thataway, regia di Melvin Frank e Norman Panama (1951)
- Di fronte all'uragano (I Want You), regia di Mark Robson (1951)
- L'ultimo fuorilegge (The Cimarron Kid), regia di Budd Boetticher (1952)
- Il figlio di Alì Babà (Song of Ali Baba), regia di Kurt Neumann (1952)
- La città sommersa (City Beneath the Sea), regia di Budd Boetticher (1953)
- Il muro di vetro (The Glass Wall), regia di Maxwell Shane (1953)
- La guerra dei mondi (The War of the World), regia di Byron Haskin (1953)
- Lontano dalle stelle (Bad for Each Other), regia di Irving Rapper (1953)
- Mandato di cattura (Dragnet), regia di Jack Webb (1954)
- È nata una stella (A Star Is Born), regia di George Cukor (1954)
- Due pistole per due fratelli (Gun Brothers), regia di Sidney Salkow (1956)
- Salva la tua vita! (Julie), regia di Andrew L. Stone (1956)
- Duello a Durango (Gun Duel in Durango), regia di Sidney Salkow (1957)
- Cittadino dannato (Damned Citizen), regia di Robert Gordon (1958)
- Lo specchio della vita (Imitation of Life), regia di Douglas Sirk (1959)
- Volver a empezar (1982) - voce
- Though Guys (1986)
- Midnight Movie Massacre (1988)
- La guerra dei mondi (War of the Worlds), regia di Steven Spielberg (2005)

### Televisione
- Squadra mobile (Racket Squad) – serie TV (1952)
- The Web – serie TV (1953)
- Lux Video Theatre – serie TV (1953)
- Passport to Danger – serie TV (1954)
- Waterfront – serie TV (1954)
- Rocky Jones, Space Ranger – serie TV (1954)
- Stage 7 – serie TV, episodio 1x01 (1955)
- Studio 57 – serie TV (1955)
- It's a Great Life – serie TV (1955)
- Mike Hammer – serie TV (1955)
- The Millionaire – serie TV (1956)
- Cheyenne – serie TV (1955-1957)
- Furia (Fury) – serie TV (1955-1959)
- Manhunt – serie TV (1960)
- Johnny Midnight – serie TV (1960)
- L'uomo e la sfida (The Man and the Challenge) – serie TV, episodio 1x18 (1960)
- The Texan – serie TV, episodio 2x26 (1960)
- Shotgun Slade – serie TV (1960)
- Perry Mason – serie TV (1960)
- Bachelor Father – serie TV (1960)
- Gli uomini della prateria (Rawhide) – serie TV, episodio 3x02 (1960)
- Le leggendarie imprese di Wyatt Earp (The Life and Legend of Wyatt Earp) – serie TV (1961)
- Ispettore Dante (Dante) – serie TV, episodio 1x18 (1961)
- Sugarfoot – serie TV, episodio 4x07 (1961)
- Peter Gunn – serie TV, episodio 3x23 (1961)
- Alfred Hitchcock presenta (Alfred Hitchcock Presents) – serie TV (1961)
- Surfside 6 – serie TV, episodi 1x28-2x13 (1961)
- Ben Casey – serie TV, episodio 1x13 (1962)
- The Roaring 20's – serie TV (1962)
- Indirizzo permanente (77 Sunset Strip) – serie TV, episodio 5x27 (1963)
- La guerra dei mondi (War of the Worlds) – serie TV (1985-1988)
- New Adam-12 – serie TV (1990)

## Doppiatrici italiane
- Dhia Cristiani in La guerra dei mondi
- Lydia Simoneschi in Due pistole per due fratelli